# 对剖宽度
网络的对剖宽度（Bisection Width）是指对分网络所要移去的最少边数。
其數目等於对剖平面的链路数，與每条链路的连线数（或稱作链路宽度或通道宽度）二者之間的乘積，即表示穿越对剖平面總共的连线数。

## 参阅
并行计算